# Петровское (село, Раменский район)

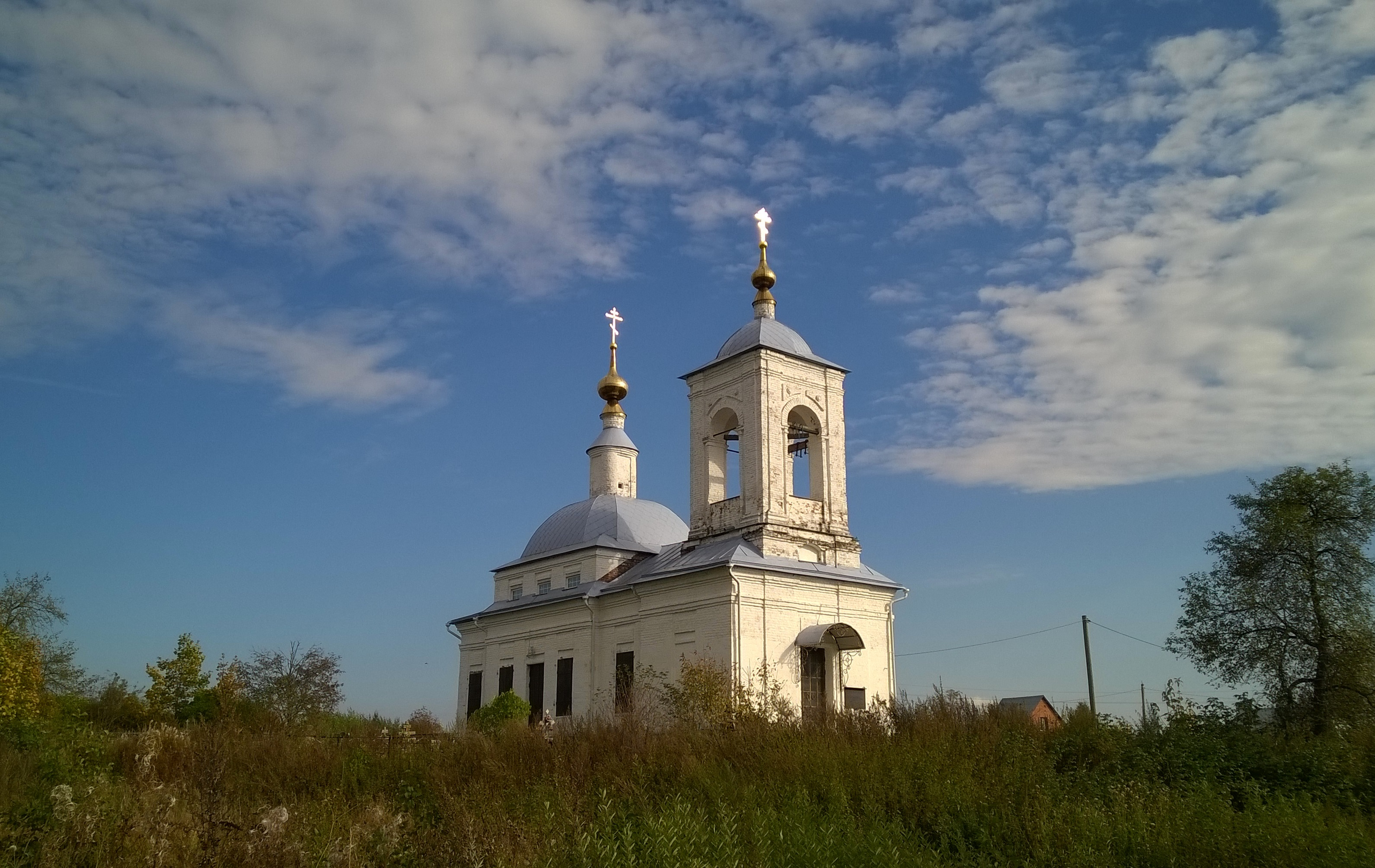
Никольская церковь в Петровском

Петро́вское — село в Раменском муниципальном районе Московской области. Входит в состав сельского поселения Софьинское. Население — 13 чел. (2010).

## География
Село Петровское расположено в западной части Раменского района, примерно в 13 км к юго-западу от города Раменское. Высота над уровнем моря 138 м. Через село протекает река Велинка. В селе 1 улица — Центральная; приписано 5 СНТ — Каскад, Мечта, Раменье, Улыбка, Янтарный. Ближайший населённый пункт — СНТ Новопетровское, деревня Васильево.

## История
Во времена крепостного права село принадлежало согласно народным ревизиям:
| год  | владелец                          | число дворов | Жителей всего(м/ж) |
| ---- | --------------------------------- | ------------ | ------------------ |
| 1811 | граф Пётр Иванович Салтыков       | 42           | - (136/-)          |
| 1816 | граф Пётр Иванович Салтыков       | 35           | 260 (126/134)      |
| 1834 | графиня Софья Владимировна Панина | 49           | 363 (166/197)      |
| 1850 | граф Александр Никитич Панин      | 56           | 328 (163/165)      |

В 1926 году село являлось центром Петровского сельсовета Софьинской волости Бронницкого уезда Московской губернии.
С 1929 года — населённый пункт в составе Раменского района Московского округа Московской области.
До муниципальной реформы 2006 года село входило в состав Тимонинского сельского округа Раменского района.

## Население
| 1926 | 2002 | 2010 |
| ---- | ---- | ---- |
| 283  | ↘7   | ↗13  |

В 1926 году в селе проживало 283 человека (122 мужчины, 161 женщина), насчитывалось 65 хозяйств, из которых 62 было крестьянских. По переписи 2002 года — 7 человек (3 мужчины, 4 женщины).